# Танк на воздушной подушке
Танк на воздушной подушке (также, по документам завода, «Земноводный подлетающий танк») — проект советского лёгкого танка 1930-х годов. Как следует из названия, отличительная особенность машины — использование в качестве движителя воздушной подушки. Проект разработан на Московском авиационном заводе № 84 в 1937 году, но дальше изготовления макета работы не продвинулись.

## История создания
К середине 1930-х годов проводившиеся в Советском Союзе опыты по постройке судов на воздушной подушке (СВП) начали приносить первые реальные результаты. Ключевой фигурой этих работ являлся выдающийся инженер и конструктор В. И. Левков, ещё в 1925 году в своей работе «Вихревая теория ротора» обосновавший возможность создания СВП. В 1934 году его лабораторией был разработан и годом позднее успешно испытан первый в мире катер на воздушной подушке Л-1. Ещё через год был разработан более совершенный и мощный Л-5. Суда на воздушной подушке представлялись весьма перспективным видом транспорта.
Помимо создания гражданских машин, Левков предпринимал также попытки «поставить воздушную подушку на военную службу». В 1937 году под его руководством коллективом инженеров Московского авиационного завода № 84 Главного управления авиационной промышленности в инициативном порядке был разработан оригинальный проект танка на воздушной подушке. В документах завода машина проходила, как «Земноводный подлетающий танк». В основу проекта был положен катер на воздушной подушке Л-1, а также наработки по Л-5. Бронированную машину предполагалось использовать в ходе боевых действий в районах с преобладанием болотистых и песчаных местностей, а также с обилием естественных водных преград. В конце 1937 года был построен макет танка в масштабе 1:4, однако проект, по всей видимости, не получил поддержки военных и до постройки полноценного опытного образца дело так и не дошло.

## Описание конструкции
Корпус машины имел П-образное сечение по типу корпуса катера Л-1. Он собирался из катаных бронелистов толщиной 10-13 мм на каркасе при помощи сварки и имел обтекаемые формы. Носовые и кормовые бронелисты располагались под большими углами наклона к вертикали и имели «подвороты».
В носовой и кормовой частях располагалось по одному воздушному винту, вращение которых обеспечивалось двумя авиационными двигателями М-25 суммарной мощностью 1450 л.с. В соответствии с проектом, благодаря этим двигателям боевая машина массой 8,5 т должна была осуществлять прямолинейное движение над земной или водной поверхностью на высоте 200—250 мм и со скоростью до 120 км/ч. Поворот и преодоление уклонов осуществлялись при помощи изменения положения жалюзи, регулирующих направление воздушного потока.
В центральной части корпуса размещалось отделение управления, совмещённое с боевым. Вдоль продольной оси корпуса размещались места двух членов экипажа — механика-водителя, располагавшегося ближе к носу машины в специальной рубке, и командира-стрелка, находившегося позади рубки водителя в цилиндрической пулемётной башне кругового вращения. Вооружение машины состояло из одного 7,62-мм пулемёта ДТ.

## Оценка машины
Ввиду крайне скупых сведений о данном проекте, оценка предполагавшихся боевых возможностей машины представляется весьма затруднительной. При этом несомненно, что высокая скорость машины и её вездеходность являлись бы её существенными преимуществами, однако в техническом осуществлении и надёжности машины могли быть проблемы вследствие общей новизны данного направления конструирования средств передвижения. Причины закрытия проекта на данный момент также неизвестны.
Интересно, что, по ряду источников, примерно в это же время опыты с применением технологий воздушной подушки в боевых машинах проводил также авиаконструктор и изобретатель П. И. Гроховский, под руководством которого в ОКБ ВВС РККА был разработан проект двухместного бронеавтомобиля на воздушной подушке со вспомогательным колёсным движителем. Как и машина Левкова, проект не получил развития и в металле реализован не был.